# Gwiezdne dziecko (czaszka)
Gwiezdne dziecko – fragment zdeformowanej ludzkiej czaszki należącej do dziecka, które prawdopodobnie zmarło w wyniku wrodzonego wodogłowia. Znalezisko zdobyło szeroki rozgłos po tym, jak badacz zjawisk paranormalnych, Lloyd Pye, stwierdził, że jest ono pochodzenia pozaziemskiego.

## Odkrycie i opinia Lloyda Pye'a

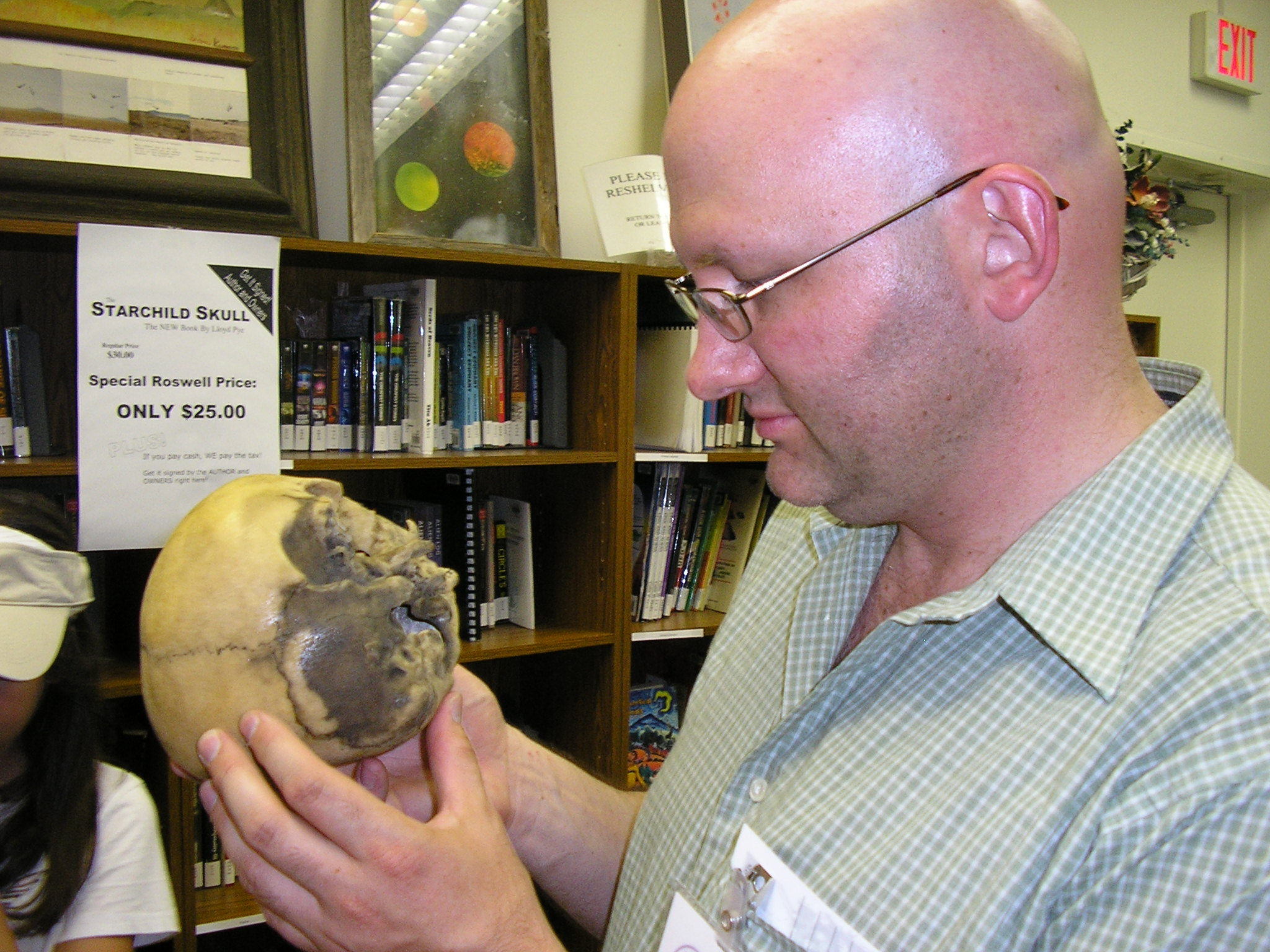
Benjamin Radford trzymający replikę czaszki „Gwiezdnego dziecka”

Pye twierdził, że uzyskał czaszkę od Raya i Melanie Young z El Paso w Teksasie w lutym 1999. Czaszka miała zostać znaleziona około 1930, w tunelu kopalnianym około 100 mil na południowy zachód od miasta Chihuahua w Meksyku.
Zdaniem badacza, czaszka należała do istoty będącej hybrydą istoty pozaziemskiej i ludzkiej kobiety.

## Analiza naukowa
Neurolog Steven Novella uważa, że czaszka wykazuje wszystkie cechy dziecka, które zmarło w wyniku wrodzonego wodogłowia, a jej deformacje były wynikiem gromadzenia się płynu mózgowo-rdzeniowego. Testy DNA przeprowadzone w 1999 w Bureau of Legal Dentistry w Vancouver, wykazały standardowe chromosomy X i Y w dwóch próbkach pobranych z czaszki. Novella uważa to za „rozstrzygający dowód”, na tezę, że dziecko było mężczyzną, człowiekiem oraz posiadało parę ludzkich rodziców. Musiało tak być, aby każdy z nich wniósł jeden z ludzkich chromosomów płciowych.
Kolejne testy DNA z 2003 pozwoliły wyizolować mitochondrialny DNA z czaszki „Gwiezdnego dziecka”. Według nich dziecko należało do haplogrupy C. Ponieważ mitochondrialny DNA jest dziedziczony wyłącznie po matce, testy potwierdziły zatem, że matka dziecka była ludzką kobietą z haplogrupy C.